# Lukácsy András
Lukácsy András (Budapest, 1930. április 21. – 2023. július 31.) magyar író, újságíró, kritikus, kultúrtörténész, műfordító.

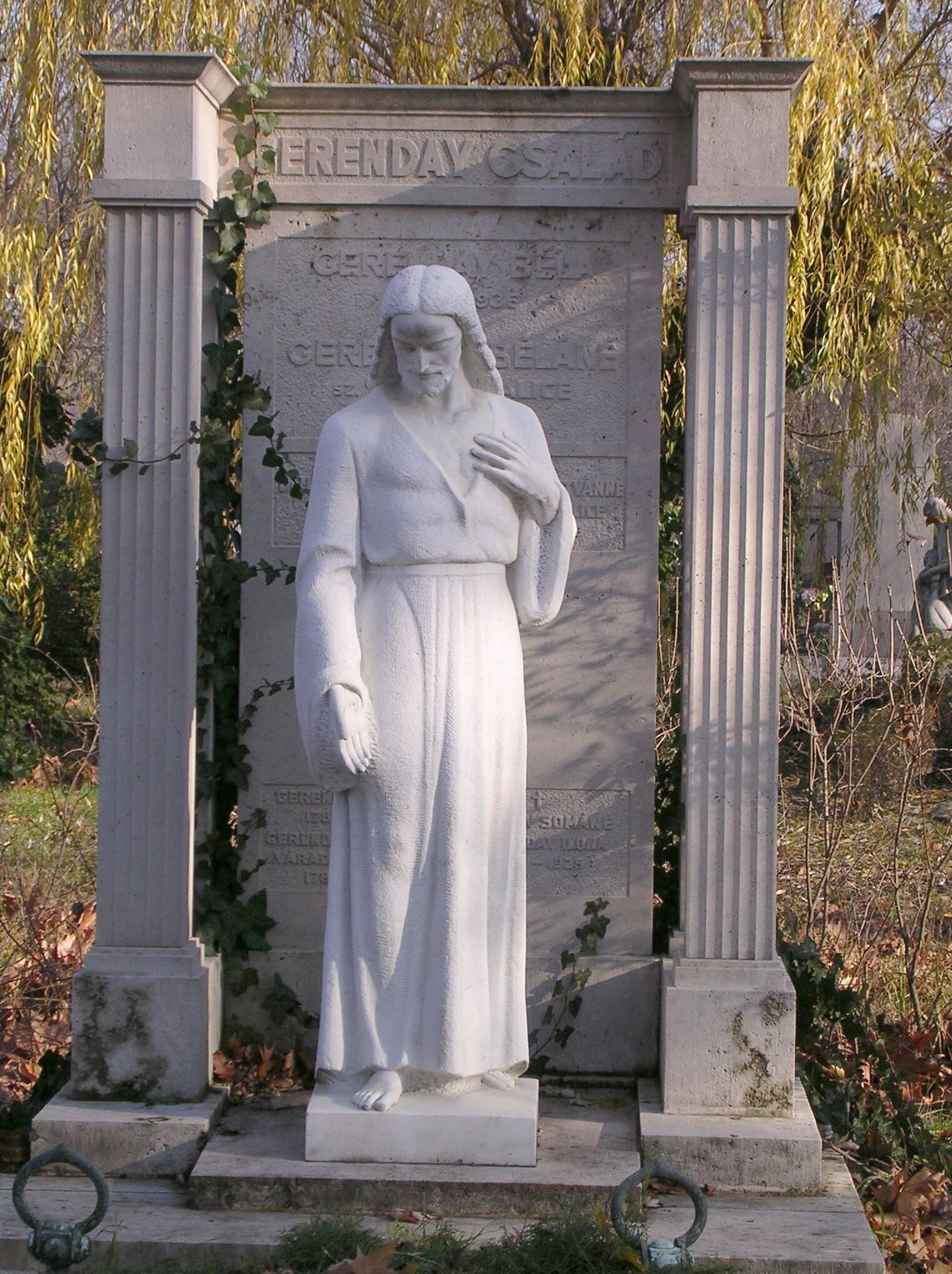
Sírja a Fiumei úti sírkertben (26/2. parcella, sziget)

## Élete
Polgári családban született, anyai ágon dédapja a reformkorban, 1847-ben márványfeldolgozó és sírköves céget alapító Gerenday Antal. A magyar iparos család történetét és mentalitástörténetét bemutató dokumentum-regénye – Lex Gerenday – címmel 2011-ben jelent meg a Corvina Könyvkiadó gondozásában.
Középiskoláját a budai ciszterci gimnáziumban végezte. Érettségije után, 1948 és 1950 között, a cég államosítása előtt nem sokkal az anyai család üzemében kitanulta a kőfaragó mesterséget. Mesterdarabja, Horváth Mihály emlékoszlopa, ma is áll a történész-püspökről elnevezett VIII. kerületi téren. Minthogy akkoriban a bölcsészkarra nem kerülhetett, végül az ELTE Jogi Karára járt és ott szerzett doktorátust. Ez idő alatt egy országos kritika-pályázat megnyerése után bírálataival jelentkezett az irodalmi lapokban. Igen sokáig volt szabadúszó; a 60-as években az Élet és Irodalom kolumnistája, ahol a szakmába újólag ő vezette be a rádiókritikát. Ennek folyományaként évtizedeken át volt a Magyar Rádió műsorpolitikai tanácsadója.
Szabadúszó éveire esik műfordítói munkássága: Ernest Hemingway, William Faulkner, Mark Twain novelláit, Dylan Thomas hangjátékát, Arthur Schnitzler kisprózáját és Martin Walser egy darabját ő ültette át magyar nyelvre.
Az új mechanizmus keretében megindult liberálisabb Magyar Hírlapnak harminc éven át munkatársa, majd főmunkatársa, színházi és irodalmi kritikákkal, publicisztikai írásokkal. A Széchényi Könyvtár Történeti Interjúk Videotára életútinterjút készített vele, elsősorban a korszak sajtópolitikájára és gyakorlatára összpontosítva. E korban érdekes kultúrtörténeti területen, a társasjáték-történetben folytatott kutatásokat; mintegy tíz kötetet publikált itt, legutoljára egy bőven illusztrált monográfiát költészet és játék viszonyáról (Kiment a ház az ablakon, Gondolat, 1981). Könyveit számos nyelvre fordították le. Játéktörténeti munkásságát díjazandó, a szakterület Kiss Áron Társaságának elnöke díjat alapított Pro Ludo megnevezéssel, így ő lett az első „ludi magister”. Részt vett a leghíresebb magyar játék, a „bűvös kocka” sikerére alapított nemzetközi magazin, a Rubik’s szerkesztésében.
Alapító tagja, s végül korelnöke annak a játékos társaságnak, amely meglehetősen széles irodalmi körben (Szántó Piroska, Nemes Nagy Ágnes, Kerényi Grácia, Erdődy János, Timár György, Telegdi Polgár István, Bajomi Lázár Endre, Somos Miklós, Várady Szabolcs, Engel Tevan István, Széchenyi Ágnes, Kajtár Mária, Róna Erzsébet, Del Medico Imre és mások) főként Szigligeten indult meg, s amely önmagát nem hivatalosan és némiképp önhatalmúlag Szent István Társaságnak nevezte el az egyik első irodalmi feladvány alapján.
Szépirodalmi munkába csak a rendszerváltás után fogott, de már 1990-ben megjelent egykori barátjáról, a forradalom mártírjáról szóló könyve (Felismerem-e Angyal Istvánt?, Magvető, 1990; második kiadása Angyal szállt le Budapestre címmel, 2006-ban a Belvárosi Kiadó gondozásában). E munkával vette kezdetét a felkelőparancsnok legendáriuma: posztumusz kitüntetések, emléktáblák, emlékpark, szobor, köztér a fővárosban, dokumentumjáték, filmterv. A könyvet Angyal egykori fogolytársa, Göncz Árpád köztársasági elnöki kitüntetéssel, a Nagy Imre-emlékplakettel díjazta. Kisebb munkák és esszék után írta meg az anyai család már említett történetét. A könyv gazdag dokumentum-nyersanyagát a Fővárosi Levéltár kapta meg, amely kiállítást és konferenciát rendezett belőle. Kritikai visszhangjában történészek is megszólaltak; John Lukacs professzor a magyar polgárságtörténet kevés irodalmi visszatükrözése egyikének tartotta. A többágú életmű felépülésének rajzát tartalmazza önéletrajzi munkája (Világjáték, Corvina, 2018).
A Lex Gerenday történet egyik színhelye a ma már Lábatlanhoz tartozó Piszke, ahol az anyai dédapa, Gerenday Antal családi kúriát építtetett. Ennek 2000 utáni közösségi központtá alakulásában, és a kert arborétummá válásában aktívan közreműködött, ezért Lábatlan város díszpolgárává választották.
A magyar PEN Club választmányi tagja, a korábbi Szerzői Jogi Társaság tanácsadója.
Felesége Feleki Ingrid műfordító-szerkesztő.

## Művei
- Elmés játékok, játékos elmék. Néhány fejezet az intelligencia-játékok történetéből; ill. Reich Károly; Minerva, Bp., 1960
- Népek játékai; ill. Vadász György; Móra, Bp., 1964
- Elmés játékok, játékos elmék. Irodalmi játékszoba; ill. Szántó Piroska; 2. bőv., átdolg. kiad.; Minerva, Bp., 1974
- Népek játékai; ill. Dluhopolszky László; 2. bőv. kiad.; Móra, Bp., 1977
- Kiment a ház az ablakon. Költészet és játék; Gondolat, Bp., 1981
- Népek játékai; ill. Varga Imre; 3., újra bőv. kiad.; Móra, Bp., 1981
- Gyermekjátékok azaz Idősebb Pieter Brueghel mester négyszáz esztendős híres-neves festménye nyomán készült képeskönyv. Kigondolta és tervezte Kass János. Bevezette és különféle magyarázatokkal kiegészítette Lukácsy András. Versekkel ékesítette Weöres Sándor; Móra, Bp., 1981
- id. Pieter Brueghel: Flamand közmondások; összeáll. Kass János, szöveg Lukácsy András; Corvina, Bp., 1985
- Elmés játékok, játékos elmék; ill. Engel Tevan István; 3. átdolg., bőv. kiad.; Móra, Bp., 1985
- Játszd újra! A világ 100 alapjátéka; ill. Cakó Ferenc; szerzői, Bp., 1988
- Felismerem-e Angyal Istvánt? Levelek fiának, Németországba; Magvető, Bp., 1990
- Költészet és játék, 1-5.; Pont, Bp., 1997–2003 (Csintalan múzsa sorozat)
  - 1. Poétai versengések
  - 2. Párbajok és paródiák
  - 3. Érzéki és érzéketlen múzsa
  - 4. A líra mutatványosai
  - 5. Antikból élő avantgárd
- Népek játékai; ill. Zsoldos Vera, Varga Imre; 4. bőv. kiad.; Ciceró, Bp., 1998
- A Mindentudó Gyermek. Emlékezések Baránszky Lászlóra; összeáll. Lukácsy András; Jelenkor, Pécs, 2002
- Angyal szállt le Budapestre. Apa és fia; 2. bőv. kiad.; CET Belvárosi, Bp., 2006
- Lex Gerenday. Egy polgárcsalád 150 éve; Corvina, Bp., 2011
- Világjáték. Önéletrajz, kortársakkal; Corvina, Bp., 2018

## Díjai, elismerései
- 1978 – Munka Érdemrend, bronz fokozat
- 1980 – Magyar Írószövetség Nívódíja
- 1993 – Nagy Imre-emlékplakett
- 1997 – Komlós Aladár-díj
- 1999 – Kiss Áron-díj
- 2000 – Pro Ludo-díj